# أنجلزة

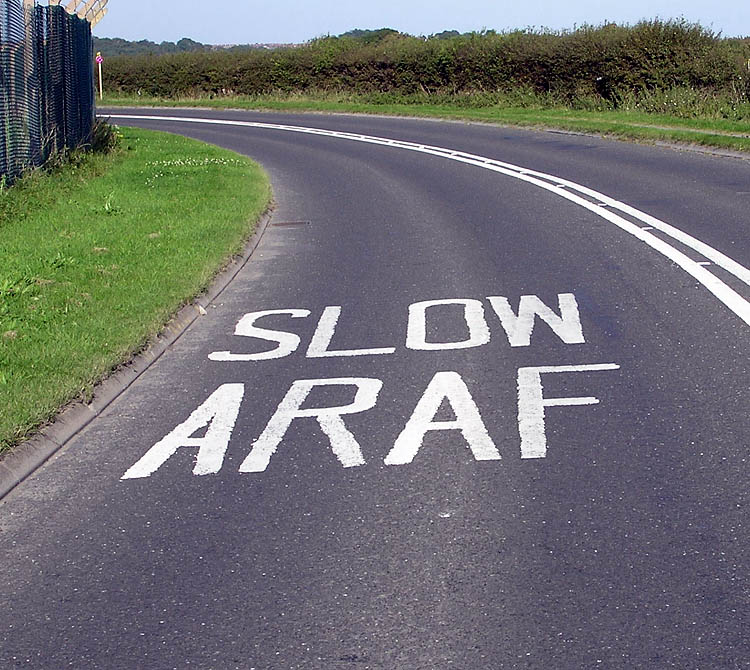

الأَنْجلَزَة اللغوية (وبالإنجليزية:linguistic anglicisation أو anglicization) هي عملية تحويل الكلمة أو اللفظ أو الاسم أو المصطلح من لغة أجنبية إلى اللغة الإنجليزية في سبيل جعلها أوضح أو كذلك مكتوبة أو منطوقة أو مفهومة بسهولة أكبر في اللغة الإنجليزية. وكثيرا ما يشير مصطلح الأنجلزة إلى إعادة كتابة كلمات أجنبية وبصورة أكثر جذرية من الرومنة. وهناك مثال كلمة dandelion داندلايَن (ومعناها اليَعْضِيدُ) وهي محولة من اللفظ الفرنسي dent-de-lion ومعناها الحرفي ناب الأسد وذلك إشارة إلى شكل الأوراق.